# Lista de jogos de futebol do Clube de Regatas do Flamengo em 2021
Esta é a lista de jogos de futebol disputados pelo Clube de Regatas do Flamengo na temporada de 2021.

## Campanha
Essa foi a campanha na temporada 2021:
| v d e              | Mandante | Visitante | Clássicos | Total |
| ------------------ | -------- | --------- | --------- | ----- |
| Jogos              | 34       | 34        | 7         | 75    |
| Vitórias           | 25       | 19        | 2         | 46    |
| Empates            | 4        | 11        | 1         | 16    |
| Derrotas           | 5        | 4         | 4         | 13    |
|                    |          |           |           |       |
| Gols marcados      | 74       | 74        | 8         | 156   |
| Gols sofridos      | 27       | 33        | 10        | 70    |
| Saldo de gols      | +47      | +41       | –2        | +86   |
|                    |          |           |           |       |
| Aproveitamento (%) | 77,5%    | 66,7%     | 33,3%     | 68,4% |

Legenda:      Vitória —      Empate —      Derrota —      Clássico

## Mês a mês

### Março
| 2 de março Taça GB – 1.ª | Flamengo  | 1 – 0  | Nova Iguaçu | Rio de Janeiro                                                        |  |
| 21:30                    | Max 90+3' | Súmula |             | Estádio: Maracanã Público: 0 (PF) Árbitro: RJ Rejane Caetano da Silva |  |

| 6 de março Taça GB – 2.ª | Macaé | 0 – 2  | Flamengo               | Rio de Janeiro                                                   |  |
| 18:00                    |       | Súmula | Rodrigo Muniz 37', 65' | Estádio: Maracanã Público: 0 (PF) Árbitro: RJ Yuri Elino da Cruz |  |

| 14 de março Taça GB – 3.ª | Flamengo | 0 – 1  | Fluminense      | Rio de Janeiro                                                      |  |
| 18:00                     |          | Súmula | Igor Julião 82' | Estádio: Maracanã Público: 0 (PF) Árbitro: RJ Bruno Arleu de Araújo |  |

| 19 de março Taça GB – 4.ª | Flamengo                                         | 4 – 1  | Resende          | Rio de Janeiro                                                                 |  |
| 21:00                     | Vitinho 48' · Pedro 57' · Rodrigo Muniz 70', 88' | Súmula | Paulo Victor 63' | Estádio: Maracanã Público: 0 (PF) Árbitro: RJ Felipe da Silva Gonçalves Paludo |  |

| 24 de março Taça GB – 5.ª | Botafogo | 0 – 2  | Flamengo                           | Rio de Janeiro                                                                    |  |
| 21:35                     |          | Súmula | Rodrigo Muniz 23' · Hugo Moura 85' | Estádio: Nilton Santos Público: 0 (PF) Árbitro: RJ Maurício Machado Coelho Júnior |  |

| 27 de março Taça GB – 6.ª | Boavista-RJ     | 1 – 1  | Flamengo    | Saquarema                                                                          |  |
| 21:05                     | Jean Victor 23' | Súmula | Vitinho 28' | Estádio: Elcyrzão Público: 0 (PF) Árbitro: RJ Paulo Renato Moreira da Silva Coelho |  |

| 31 de março Taça GB – 7.ª | Flamengo                                               | 3 – 0  | Bangu | Volta Redonda                                                         |  |
| 21:00                     | Bruno Henrique 45+1' · De Arrascaeta 66' · Gabriel 84' | Súmula |       | Estádio: Cidadania Público: 0 (PF) Árbitro: RJ Grazianni Maciel Rocha |  |

### Abril
| 5 de abril Taça GB – 8.ª | Madureira      | 1 – 5  | Flamengo                                                         | Volta Redonda                                                                |  |
| 21:00                    | Luiz Paulo 57' | Súmula | Gabi 17' (pen), 28' · Gerson 21' · Diego 44' · De Arrascaeta 64' | Estádio: Cidadania Público: 0 (PF) Árbitro: RJ Rodrigo Carvalhães de Miranda |  |

| 11 de abril Supercopa                                                                   | Flamengo                       | 2 – 2 (6–5 pen.)                                                                                      | Palmeiras                   | Brasília |  |
| 11:00                                                                                   | Gabi 22' · De Arrascaeta 45+3' | Súmula                                                                                                | Raphael Veiga 1', 74' (pen) | Estádio: Mané Garrincha Público: 0 (PF) Árbitro: RS Leandro Pedro Vuaden Árbitros assistentes: RS Rafael da Silva Alves RS Jorge Eduardo Bernardi Quarto árbitro: DF Sávio Pereira Sampaio VAR: PB Wagner Reway RS Daniel Nobre Bins RS José Eduardo Calza |  |
|                                                                                         |                                | Penalidades                                                                                           |                             | |  |
| De Arrascaeta Filipe Luís Matheuzinho Vitinho Gabi João Gomes Pepê Michael Rodrigo Caio |                                | Raphael Veiga Gustavo Gómez Gustavo Scarpa Luan Danilo Matías Viña Gabriel Menino Gabriel Veron Mayke |                             | |  |
| \| \| Flamengo \| \| Palmeiras \| \|                                                    |                                | |                             | |  |
|                                                                                         | Flamengo                       | | Palmeiras                   | |  |

| 15 de abril Taça GB – 9.ª | Flamengo      | 1 – 3  | Vasco da Gama                        | Rio de Janeiro                                                      |  |
| 19:00                     | Vitinho 90+3' | Súmula | Léo Matos 5' · Cano 28' · Morato 78' | Estádio: Maracanã Público: 0 (PF) Árbitro: RJ Bruno Arleu de Araújo |  |

| 17 de abril Taça GB – 10.ª | Portuguesa-RJ                   | 2 – 2  | Flamengo       | Rio de Janeiro                                                            |  |
| 21:05                      | Mauro Silva 13' · Romarinho 27' | Súmula | Pedro 55', 63' | Estádio: Luso-Brasileiro Público: 0 (PF) Árbitro: RJ Rafael Martins de Sá |  |

| 20 de abril Libertadores – 1.ª | Vélez Sarsfield | 2 – 3     | Flamengo                                                 | Buenos Aires                                                        |  |
| 21:30 (UTC−3)                  | Janson 21', 54' | Relatório | Willian Arão 43' · Gabriel 62' (pen) · De Arrascaeta 80' | Estádio: José Amalfitani Público: 0 (PF) Árbitro: COL Wilmar Roldán |  |

| 24 de abril Taça GB – 11.ª | Flamengo                  | 2 – 1  | Volta Redonda   | Rio de Janeiro                                                       |  |
| 19:00                      | Michael 42' · Vitinho 61' | Súmula | Bruno Barra 45' | Estádio: Maracanã Público: 0 (PF) Árbitro: RJ Grazianni Maciel Rocha |  |

| 27 de abril Libertadores – 2.ª | Flamengo                                         | 4 – 1     | Unión La Calera | Rio de Janeiro                                             |  |
| 19:15 (UTC−3)                  | Gabriel 31', 79' · De Arrascaeta 34' · Pedro 85' | Relatório | Sáez 57'        | Estádio: Maracanã Público: 0 (PF) Árbitro: VEN José Argote |  |

### Maio
| 1 de maio Carioca–semi/ida | Volta Redonda | 0 – 3  | Flamengo              | Volta Redonda                                                       |  |
| 21:05                      |               | Súmula | Pedro 50', 53', 90+4' | Estádio: Cidadania Público: 0 (PF) Árbitro: RJ Rafael Martins de Sá |  |

| 4 de maio Libertadores – 3.ª | LDU Quito                         | 2 – 3     | Flamengo                                   | Quito                                                              |  |
| 19:30 (UTC−5)                | Martínez Borja 50' · Amarilla 61' | Relatório | Gabriel 3', 85' (pen) · Bruno Henrique 30' | Estádio: Casa Blanca Público: 0 (PF) Árbitro: URU Esteban Ostojich |  |

| 8 de maio Carioca–semi/volta | Flamengo                                     | 4 – 1  | Volta Redonda         | Rio de Janeiro                                                          |  |
| 21:05                        | Michael 11' · Gabriel 20', 42' · Vitinho 49' | Súmula | João Carlos 90' (pen) | Estádio: Maracanã Público: 0 (PF) Árbitro: RJ Felipe da Silva Gonçalves |  |

| 11 de maio Libertadores – 4.ª | Unión La Calera                | 2 – 2     | Flamengo                             | La Calera                                                                |  |
| 20:30 (UTC−4)                 | Martínez 8' · Willian Arão 27' | Relatório | Gabriel 31' (pen) · Willian Arão 77' | Estádio: Nicolás Chahuán Nazar Público: 0 (PF) Árbitro: COL Andrés Rojas |  |

| 15 de maio Carioca–final/ida | Fluminense    | 1 – 1  | Flamengo       | Rio de Janeiro                                                                  |  |
| 21:15                        | Hernández 77' | Súmula | Gabi 18' (pen) | Estádio: Maracanã Público: 0 (PF) Árbitro: RJ Alexandre Vargas Tavares de Jesus |  |

| 19 de maio Libertadores – 5.ª | Flamengo                         | 2 – 2     | LDU Quito              | Rio de Janeiro                                                |  |
| 21:00 (UTC−3)                 | Pedro 32' · Gustavo Henrique 88' | Relatório | Guerra 35' · Julio 60' | Estádio: Maracanã Público: 0 (PF) Árbitro: VEN Alexis Herrera |  |

| 22 de maio Carioca–final/volta | Flamengo                                | 3 – 1  | Fluminense     | Rio de Janeiro                                                      |  |
| 21:15                          | Gabriel 44' (pen), 46' · João Gomes 86' | Súmula | Fred 51' (pen) | Estádio: Maracanã Público: 0 (PF) Árbitro: RJ Bruno Arleu de Araújo |  |

| 27 de maio Libertadores – 6.ª | Flamengo | 0 – 0     | Vélez Sarsfield | Rio de Janeiro                                                 |  |
| 21:00 (UTC−3)                 |          | Relatório |                 | Estádio: Maracanã Público: 0 (PF) Árbitro: URU Leodán González |  |

| 30 de maio Brasileiro - 1.ª | Flamengo  | 1 – 0  | Palmeiras | Rio de Janeiro                                        |  |
| 16:00                       | Pedro 75' | Súmula |           | Estádio: Maracanã Árbitro: RS Anderson Daronco (FIFA) |  |

### Junho
| 10 de junho CB – 3ª/ida | Coritiba | 0 – 1  | Flamengo          | Curitiba                                                                 |  |
| 19:00                   |          | Súmula | Rodrigo Muniz 15' | Estádio: Couto Pereira Público: 0 (PF) Árbitro: DF Savio Pereira Sampaio |  |

| 13 de junho Brasileiro – 3.ª | Flamengo                               | 2 – 0  | América Mineiro | Rio de Janeiro                                                  |  |
| 16:00                        | Bruno Henrique 23' · Rodrigo Muniz 66' | Súmula |                 | Estádio: Maracanã Público: 0 (PF) Árbitro: SC Ramon Abatti Abel |  |

| 16 de junho CB – 3ª/volta | Flamengo                         | 2 – 0  | Coritiba | Rio de Janeiro                                                        |  |
| 21:30                     | Vitinho 27' · Bruno Henrique 65' | Súmula |          | Estádio: Maracanã Público: 0 (PF) Árbitro: RN Caio Max Augusto Vieira |  |

| 19 de junho Brasileiro – 5.ª | Flamengo               | 2 – 3  | Red Bull Bragantino                            | Rio de Janeiro                                                                |  |
| 20:00                        | Rodrigo Muniz 26', 63' | Súmula | Aderlan 11' · Eric Ramires 68' · Chrigor 90+7' | Estádio: Maracanã Público: 0 (PF) Árbitro: SC Braulio da Silva Machado (FIFA) |  |

| 23 de junho Brasileiro – 6.ª | Flamengo                | 2 – 1  | Fortaleza | Rio de Janeiro                                                        |  |
| 19:00                        | Bruno Henrique 20', 42' | Súmula | David 46' | Estádio: Maracanã Público: 0 (PF) Árbitro: RS Anderson Daronco (FIFA) |  |

| 27 de junho Brasileiro – 7.ª | Juventude           | 1 – 0  | Flamengo | Caxias do Sul                                                              |  |
| 11:00                        | Matheus Peixoto 25' | Súmula |          | Estádio: Alfredo Jaconi Público: 0 (PF) Árbitro: SP Thiago Luis Scarascati |  |

### Julho
| 1 de julho Brasileiro – 8.ª | Cuiabá | 0 – 2  | Flamengo                     | Cuiabá                                                                            |  |
| 20:00                       |        | Súmula | Pedro 9' · Thiago Maia 90+2' | Estádio: Arena Pantanal Público: 0 (PF) Árbitro: PR Rodolpho Toski Marques (FIFA) |  |

| 4 de julho Brasileiro – 9.ª | Flamengo | 0 – 1  | Fluminense | São Paulo                                                                             |  |
| 16:00                       |          | Súmula | André 90'  | Estádio: Arena Corinthians Público: 0 (PF) Árbitro: SP Luiz Flavio de Oliveira (FIFA) |  |

| 8 de julho Brasileiro – 10.ª | Atlético Mineiro            | 2 – 1  | Flamengo         | Belo Horizonte                                                           |  |
| 19:00                        | Jefferson Savarino 50', 53' | Súmula | Willian Arão 87' | Estádio: Mineirão Público: 0 (PF) Árbitro: PR Paulo Roberto Alves Junior |  |

| 11 de julho Brasileiro – 11.ª | Flamengo                        | 2 – 1  | Chapecoense | Rio de Janeiro                                                      |  |
| 18:15                         | De Arrascaeta 77' · Michael 81' | Súmula | Perotti 66' | Estádio: Maracanã Público: 0 (PF) Árbitro: MG Paulo Cesar Zanovelli |  |

| 14 de julho Libert.–8ªs/ida | Defensa y Justicia | 0 – 1     | Flamengo    | Florencio Varela                                                      |  |
| 21:30 (UTC−3)               |                    | Relatório | Michael 21' | Estádio: Norberto Tomaghello Público: 0 (PF) Árbitro: PAR Éber Aquino |  |

| 18 de julho Brasileiro – 12.ª | Bahia | 0 – 5  | Flamengo                                           | Salvador                                                                   |  |
| 18:15                         |       | Súmula | Gabi 22' (pen), 40', 61' · Pedro 73' · Vitinho 84' | Estádio: Pituaçu Público: 0 (PF) Árbitro: GO Wilton Pereira Sampaio (FIFA) |  |

| 21 de julho Libert.–8ªs/volta | Flamengo                                                 | 4 – 1     | Defensa y Justicia | Brasília                                                                                      |  |
| 21:30 (UTC−3)                 | Rodrigo Caio 9' · De Arrascaeta 66' · Vitinho 83', 90+4' | Relatório | Loaiza 41'         | Estádio: Mané Garrincha Público: 5 518 Renda: R$ 984 440,00 Árbitro: CHI Roberto Tobar (FIFA) |  |

| 25 de julho Brasileiro – 13.ª | Flamengo                                                              | 5 – 1  | São Paulo           | Rio de Janeiro                                                         |  |
| 16:00                         | Bruno Henrique 69', 71', 77' · Gustavo Henrique 86' · Welington 90+2' | Súmula | Robert Arboleda 47' | Estádio: Maracanã Público: 0 (PF) Árbitro: MG Felipe Fernandes de Lima |  |

| 29 de julho CB – 8ªs/ida | Flamengo                                                                          | 6 – 0  | ABC | Rio de Janeiro                                                      |  |
| 20:00                    | De Arrascaeta 27' · Gabi 33', 45' · Bruno Henrique 41' · Donato 74' · Michael 84' | Súmula |     | Estádio: Maracanã Público: 0 (PF) Árbitro: BA Marielson Alves Silva |  |

### Agosto
| 1 de agosto Brasileiro – 14.ª | Corinthians | 1 – 3  | Flamengo                                                       | São Paulo                                                                   |  |
| 16:00                         | Vitinho 88' | Súmula | Éverton Ribeiro 6' · Gustavo Henrique 39' · Bruno Henrique 44' | Estádio: Neo Química Arena Público: 0 (PF) Árbitro: RS Leandro Pedro Vuaden |  |

| 5 de agosto CB – 8ªs/volta | ABC | 0 – 1  | Flamengo       | Natal                                                              |  |
| 21:30                      |     | Súmula | João Gomes 84' | Estádio: Frasqueirão Público: 0 (PF) Árbitro: SC Ramon Abatti Abel |  |

| 8 de agosto Brasileiro – 15.ª | Flamengo | 0 – 4  | Internacional                           | Rio de Janeiro                                                           |  |
| 18:15                         |          | Súmula | Yuri Alberto 10', 40', 72' · Taison 55' | Estádio: Maracanã Público: 0 (PF) Árbitro: PR Paulo Roberto Alves Júnior |  |

| 11 de agosto Libert.–4ªs/ida | Olimpia       | 1 – 4     | Flamengo                                                      | Assunção                                                                 |  |
| 18:15 (UTC−4)                | Torres 45+14' | Relatório | De Arrascaeta 16' · Gabriel 45+12' (pen), 52' · Vitinho 90+1' | Estádio: Manuel Ferreira Público: 0 (PF) Árbitro: ARG Fernando Rapallini |  |

| 15 de agosto Brasileiro – 16.ª | Flamengo                                 | 2 – 0  | Sport | Volta Redonda                                       |  |
| 16:00                          | Bruno Henrique 10' · Éverton Ribeiro 46' | Súmula |       | Estádio: Cidadania Árbitro: SP Raphael Claus (FIFA) |  |

| 18 de agosto Libert.–4ªs/volta | Flamengo                                                                 | 5 – 1     | Olimpia           | Brasília                                                                                     |  |
| 19:15 (UTC−3)                  | Gabi 30', 77' · Bruno Henrique 36' · Willian Arão 49' · Saúl Salcedo 55' | Relatório | Jorge Recalde 45' | Estádio: Mané Garrincha Público: 11 211 Renda: R$ 2 107 090,00 Árbitro: VEN Jesús Valenzuela |  |

| 22 de agosto Brasileiro – 17.ª | Ceará    | 1 – 1  | Flamengo    | Fortaleza                                                                |  |
| 16:00                          | Vina 31' | Súmula | Vitinho 51' | Estádio: Arena Castelão Público: 0 (PF) Árbitro: RS Leandro Pedro Vuaden |  |

| 25 de agosto CB – 4ªs/ida | Grêmio | 0 – 4  | Flamengo                                                            | Porto Alegre                                                                        |  |
| 21:30                     |        | Súmula | Bruno Viana 53' · Michael 84' · Rodinei 90+1' · Vitinho 90+5' (pen) | Estádio: Arena do Grêmio Público: 0 (PF) Árbitro: SP Vinícius Gonçalves Dias Araújo |  |

| 28 de agosto Brasileiro – 18.ª | Santos | 0 – 4  | Flamengo                                       | Santos                                                                            |  |
| 19:00                          |        | Súmula | Gabi 52' (pen), 70', 79' · Andreas Pereira 83' | Estádio: Vila Belmiro Público: 0 (PF) Árbitro: SC Braulio da Silva Machado (FIFA) |  |

### Setembro
| 12 de setembro Brasil. – 20.ª | Palmeiras  | 1 – 3  | Flamengo                     | São Paulo                                                                         |  |
| 16:00                         | Wesley 15' | Súmula | Michael 16', 80' · Pedro 56' | Estádio: Allianz Parque Público: 0 (PF) Árbitro: GO Wilton Pereira Sampaio (FIFA) |  |

| 15 de setembro CB–4ªs/volta | Flamengo             | 2 – 0  | Grêmio | Rio de Janeiro                                                                               |  |
| 21:30                       | Pedro 78' (pen), 87' | Súmula |        | Estádio: Maracanã Público: 6 277 Renda: R$ 794 095 Árbitro: PR Rodolpho Toski Marques (FIFA) |  |

| 19 de setembro Brasil. – 21.ª | Flamengo | 0 – 1  | Grêmio             | Rio de Janeiro                                                      |  |
| 20:30                         |          | Súmula | Miguel Borja 45+3' | Estádio: Maracanã Público: 0 (PF) Árbitro: BA Marielson Alves Silva |  |

| 22 de setembro L.–semi/ida | Flamengo                | 2 – 0     | Barcelona de Guayaquil | Rio de Janeiro                                                                  |  |
| 21:30 (UTC−3)              | Bruno Henrique 21', 38' | Relatório |                        | Estádio: Maracanã Público: 22 193 Renda: R$ 4 062 780 Árbitro: URU Andrés Cunha |  |

| 26 de setembro Brasil. – 22.ª | América Mineiro | 1 – 1  | Flamengo  | Belo Horizonte                                                             |  |
| 11:00                         | Michael 88'     | Súmula | Alê 90+4' | Estádio: Independência Público: 0 (PF) Árbitro: RS Anderson Daronco (FIFA) |  |

| 29 de setembro L.–semi/volta | Barcelona de Guayaquil | 0 – 2     | Flamengo                | Guaiaquil                                      |  |
| 19:30 (UTC−5)                |                        | Relatório | Bruno Henrique 18', 50' | Estádio: Monumental Árbitro: CHI Roberto Tobar |  |

### Outubro
| 3 de outubro Brasil. – 23.ª | Flamengo                                               | 3 – 0          | Athletico Paranaense | Rio de Janeiro                                                                          |  |
| 16:00                       | Éverton Ribeiro 4' · Bruno Henrique 9' · Andreas 45+3' | Súmula Borderô |                      | Estádio: Maracanã Público: 8 843 Renda: R$ 450 620,00 Árbitro: DF Savio Pereira Sampaio |  |

| 6 de outubro Brasil. – 24.ª | Red Bull Bragantino | 1 – 1          | Flamengo  | Bragança Paulista                                                                         |  |
| 20:30                       | Artur 58'           | Súmula Borderô | Pedro 39' | Estádio: Nabi Abi Chedid Público: 2 708 Renda: R$ 86 835,00 Árbitro: SC Ramon Abatti Abel |  |

| 9 de outubro Brasil. – 25.ª | Fortaleza | 0 – 3          | Flamengo                     | Fortaleza                                                                                        |  |
| 19:00                       |           | Súmula Borderô | Pedro 60' · Michael 64', 67' | Estádio: Arena Castelão Público: 4 052 Renda: R$ 103 203,00 Árbitro: MG Felipe Fernandes de Lima |  |

| 13 de outubro Brasil. – 26.ª | Flamengo                             | 3 – 1          | Juventude           | Rio de Janeiro                                                                                 |  |
| 19:00                        | Kenedy 11' · Pedro 25' · Andreas 34' | Súmula Borderô | William Matheus 56' | Estádio: Maracanã Público: 7 282 Renda: R$ 366 177,50 Árbitro: GO Andre Luiz de Freitas Castro |  |

| 17 de outubro Brasil. – 27.ª | Flamengo | 0 – 0          | Cuiabá | Rio de Janeiro                                                                                     |  |
| 20:30                        |          | Súmula Borderô |        | Estádio: Maracanã Público: 8 299 Renda: R$ 439 607,50 Árbitro: SP Flavio Rodrigues de Souza (FIFA) |  |

| 20 de outubro CB–semi/ida | Atlético Paranaense                    | 2 – 2          | Flamengo                      | Curitiba                                                                                                 |  |
| 21:30                     | Pedro Henrique 47' · Renato Kayzer 70' | Súmula Borderô | Thiago Maia 14' · Pedro 90+8' | Estádio: Arena da Baixada Público: 9 480 Renda: R$ 447 815,00 Árbitro: SP Luiz Flavio de Oliveira (FIFA) |  |

| 23 de outubro Brasil. – 28.ª | Fluminense                                 | 3 – 1          | Flamengo | Rio de Janeiro                                                                                    |  |
| 19:00                        | John Kennedy 17', 60' · Abel Hernández 85' | Súmula Borderô | Renê 70' | Estádio: Maracanã Público: 10 029 Renda: R$ 477 212,00 Árbitro: SP Vinicius Gonçalves Dias Araujo |  |

| 27 de outubro CB–semi/volta | Flamengo | 0 – 3          | Atlético Paranaense                   | Rio de Janeiro                                                                                     |  |
| 21:30                       |          | Súmula Borderô | Nikão 9' (pen), 45+7' · Zé Ivaldo 89' | Estádio: Maracanã Público: 31 586 Renda: R$ 2 967 490,00 Árbitro: GO Wilton Pereira Sampaio (FIFA) |  |

| 30 de outubro Brasil. – 29.ª | Flamengo    | 1 – 0          | Atlético Mineiro | Rio de Janeiro                                                                               |  |
| 19:00                        | Michael 24' | Súmula Borderô |                  | Estádio: Maracanã Público: 24 696 Renda: R$ 1 323 560,00 Árbitro: RS Anderson Daronco (FIFA) |  |

### Novembro
| 2 de novembro Brasil. – 4.ª | Athletico Paranaense              | 2 – 2          | Flamengo      | Curitiba                                                                                         |  |
| 16:00                       | Renato Kayzer 64' · Bissoli 90+4' | Súmula Borderô | Gabi 17', 28' | Estádio: Arena da Baixada Público: 13 845 Renda: R$ 743 785,00 Árbitro: BA Marielson Alves Silva |  |

| 5 de novembro Brasil. – 19.ª | Flamengo         | 2 – 0          | Atlético Goianiense | Rio de Janeiro                                                                                   |  |
| 21:30                        | Michael 43', 73' | Súmula Borderô |                     | Estádio: Maracanã Público: 18 527 Renda: R$ 730 540,00 Árbitro: PR Rodolpho Toski Marques (FIFA) |  |

| 8 de novembro Brasil. – 30.ª | Chapecoense         | 2 – 2          | Flamengo                      | Chapecó                                                                                             |  |
| 20:00                        | Kaio Nunes 30', 34' | Súmula Borderô | Matheuzinho 25' · Michael 40' | Estádio: Arena Condá Público: 3 834 Renda: R$ 283 130,00 Árbitro: AL Denis da Silva Ribeiro Serafim |  |

| 11 de novembro Brasil. – 31.ª | Flamengo                                   | 3 – 0          | Bahia | Rio de Janeiro                                                                                   |  |
| 19:00                         | Gabi 31' (pen) · Michael 58' · Andreas 88' | Súmula Borderô |       | Estádio: Maracanã Público: 9 488 Renda: R$ 376 517,50 Árbitro: SP Vinicius Gonçalves Dias Araujo |  |

| 14 de novembro Brasil. – 32.ª | São Paulo                                      | 0 – 4          | Flamengo | São Paulo                                                                                |  |
| 16:00                         | Gabi 1' · Bruno Henrique 3' · Michael 41', 55' | Súmula Borderô |          | Estádio: Morumbi Público: 47 855 Renda: R$ 2 742 156,00 Árbitro: RS Leandro Pedro Vuaden |  |

| 17 de novembro Brasil. – 33.ª | Flamengo             | 1 – 0          | Corinthians | Rio de Janeiro                                                                               |  |
| 21:30                         | Bruno Henrique 90+3' | Súmula Borderô |             | Estádio: Maracanã Público: 48 981 Renda: R$ 2 033 427,50 Árbitro: RS Anderson Daronco (FIFA) |  |

| 20 de novembro Brasil. – 34.ª | Internacional | 1 – 2          | Flamengo              | Porto Alegre                                                                              |  |
| 21:30                         | Taison 40'    | Súmula Borderô | Gabi 3' · Andreas 10' | Estádio: Beira-Rio Público: 16 933 Renda: R$ 839 127,00 Árbitro: DF Savio Pereira Sampaio |  |

| 23 de novembro Brasil. – 2 | Grêmio                          | 2 – 2          | Flamengo         | Porto Alegre                                                                         |  |
| 21:30                      | Miguel Borja 75' · Ferreira 81' | Súmula Borderô | Vitinho 58', 73' | Estádio: Arena do Grêmio Público: 0 (PF) Árbitro: SC Braulio da Silva Machado (FIFA) |  |

| 27 de novembro Libert. – final | Palmeiras                        | 2 – 1 (pro) | Flamengo | Montevidéu                                            |  |
| 17:00 (UTC−3)                  | Raphael Veiga 5' · Deyverson 95' | Relatório   | Gabi 72' | Estádio: Centenario Árbitro: ARG Néstor Pitana (FIFA) |  |

| 30 de novembro Brasil. – 36.ª | Flamengo                  | 2 – 1          | Ceará    | Rio de Janeiro                                                                               |  |
| 20:00                         | Gabi 2' · Matheuzinho 79' | Súmula Borderô | Rick 72' | Estádio: Maracanã Público: 47 862 Renda: R$ 1 488 265,00 Árbitro: RN Caio Max Augusto Vieira |  |

### Dezembro
| 3 de dezembro Brasil. – 35.ª | Sport       | 1 – 1          | Flamengo    | São Lourenço da Mata                                                                               |  |
| 20:00                        | Michael 39' | Súmula Borderô | Gustavo 50' | Estádio: Arena de Pernambuco Público: 10 733 Renda: R$ 370 160,00 Árbitro: RS Leandro Pedro Vuaden |  |

| 6 de dezembro Brasil. – 37.ª | Flamengo | 0 – 1          | Santos              | Rio de Janeiro                                                                               |  |
| 20:00                        |          | Súmula Borderô | Marcos Leonardo 58' | Estádio: Maracanã Público: 41 930 Renda: R$ 1 302 015,00 Árbitro: RS Anderson Daronco (FIFA) |  |

| 9 de dezembro Brasil. – 38.ª | Atlético Goianiense    | 2 – 0          | Flamengo | Goiânia                                                                                              |  |
| 21:30                        | Lucão 81' · Toró 90+2' | Súmula Borderô |          | Estádio: Antonio Accioly Público: 11 728 Renda: R$ 305 565,00 Árbitro: PR Paulo Roberto Alves Junior |  |